# Новозеландские летучие мыши (род)
Новозеландские летучие мыши (лат. Mystacina) — род рукокрылых из семейства Mystacinidae, единственный современный род этого семейства. Известно три вида из этого рода, два ныне живущих (один из них, большой футлярокрыл, долгое время считался вымершим, но в настоящее время оценивается как критически угрожаемый), и один ископаемый. Все представители рода обитают в Новой Зеландии. Представители рода очень близки к вымершему роду Vulcanops, жившему в эпоху плейстоцена.

## Виды
- Mystacina tuberculata Gray, 1843 — Новозеландская летучая мышь[1][5]
- Mystacina robusta Dwyer, 1962 — Большой футлярокрыл[5]
- †  Mystacina miocenalis Hand, 2015 — обитал в среднем миоцене, около 19-16 миллионов лет назад[6][7].